# Професионална гимназия по селско стопанство (Белозем)
Професионална гимназия по селско стопанство е средно училище в село Белозем, което обучава специалисти за селското стопанство в общината и района. Финансирането на училището е държавно.

## История
През 1945 г. в село Белозем е открита гимназия и започва изграждането на втори етаж на сградата на училището. През учебната 1959/60 г. гимназията се трансформира в селскостопански техникум.
Училището е преобразувано през 1963 г. като Професионално техническо училище по ремонт на селскостопанска техника със следните специалности: монтьор на селскостопанска техника, заварчик и ел. монтьор. Със Заповед №1086 от 22 август 1975 г. на Министерството на труда и социалните грижи и на Министерството на народната просвета е утвърден ПУЦ към АПК – Брезово на базата на част от собствеността на СПТУ по ремонт на селскостопанска техника – Белозем. На 20 март 1979 г. училището е закрито и имуществото му е предадено на Професионално учебен център (ПУЦ) към АПК - Раковски. От 1 януари 1988 г. то преминава към СО „Сортови семена и посадъчен материал”- София.
През лятото на 1990 г. на базата на закритото СПТУ по селско стопанство се създава ПТУ по селско стопанство към СОУ „Гео Милев” село Белозем, което функционира паралелно с ПУЦ. Със Заповед №14-5 от 26 януари 1993 г. на Министерството на образованието науката и културата Общинското професионално техническо училище се преобразува в Държавно. През есента на същата година Общинският съвет дава разрешение за трансформиране на ПТУ с. Белозем в СПТУ по селско стопанство с. Белозем към Министерството на земеделието.
През 2003 г. училището е наречено Професионална гимназия по селско стопанство.

### Наименования
- Професионално техническо училище (ПТУ) - с. Белозем, Пловдивско (1963-1976)
- Средно професионално техническо училище (СПТУ) - с. Белозем, Пловдивско (1976-1979)
- Професионално техническо училище (ПТУ) към Средно общообразователно училище (СОУ) "Гео Милев"- с. Белозем, Пловдивско (1990-1993)
- Средно професионално техническо училище по селско стопанство - с. Белозем (1993 - 2003)
- Професионална гимназия (ПГ) по селско стопанство - с. Белозем, Пловдивско (от 2003)

## Специалности
В гимназията се обучават ученици по следните специаности:
- Агроеколог
- Икономист
- Техник на селскостопанска техника
- Монтьор на селскостопанска техника

В задочна форма на обучение се изучава специалност Икономист.

## Директор
Гимназията се ръководи от инж. Йосиф Стамболийски.

## Известни възпитаници
- епископ Георги Йовчев